# Santiago de Liniers (Misiones)
Santiago de Liniers é um município argentino da província de Misiones, situado dentro do departamento de Eldorado. Conta com uma população de 1.703 habitantes, segundo o censo do ano 2001 (INDEC).